# Kenova
Kenova – miasto w hrabstwie Wayne w stanie Wirginia Zachodnia w Stanach Zjednoczonych.
Miasto znajduje się w zachodniej części stanu, leży w przy granicy ze stanami Ohio i Kentucky, przy rzece Big Sandy.
W okolicach miasta 30 stycznia 2009 roku miała miejsce Katastrofa samolotu Seneca Piper PA-34 w której zginęło 6 Polaków.

## Demografia
W 2000 mieszkało 3485 ludzi było 1594 gospodarstw domowych i 996 rodzin. Na 100 kobiet powyżej 18 roku życia przypada 83,7 mężczyzn. Średnia wieku miasta to 41 lat. Średni dochód gospodarstwa domowego w mieście wynosił $23 342 a na całą rodzinę $29,688. Średni dochód przypadający na mężczyznę $27 656 a na kobietę $22 500.
Ponad 99% mieszkańców stanowi ludność rasy białej.
Grupy wiekowe:
- 0 - 18 lat:  20%
- 18 – 24 lat: 9%
- 25 – 44 lat: 26%
- od 45 wzwyż:  45%

### Związani z Kenova
- Robert Joe Long – amerykański seryjny morderca i gwałciciel, który zamordował 10 kobiet.
- Michael W. Smith – amerykański wokalista, autor piosenek, gitarzysta i keyboardzista.